# Jacques Lambert (architecte)
Pour les articles homonymes, voir Jacques Lambert et Lambert.
Jacques Henri Marie Joseph Lambert est un architecte urbaniste né le 17 mars 1884 à Paris 10e et mort à Caracas le 24 novembre 1960.
Il a une place dans la célèbre Encyclopédie d'Istanbul publiée en Turquie dans les années 1990 par la Fondation pour l'Histoire Économique et sociale (dite Tarih Vakfi). L'article que lui consacre Rifat Akbulut est une référence fondatrice.
En France, cependant, il reste une figure assez mal connue, en dépit d’une carrière nationale et internationale intense et de collaborations nombreuses avec de grandes figures de l’urbanisme et de l’architecture de son époque. Cet oubli n’est sans doute pas sans rapport avec le fait que le patronyme « Lambert » est un patronyme très fréquent : durant la période d’activité de Jacques Henri(y) Marie Joseph (prénoms abrégés en « JHMJ ») Lambert, on ne dénombre pas moins de quatre autres architectes français portant le même patronyme et parfois même un prénom semblable. Soit :
- Marcel-Noël Lambert (1847-1928) qui fut le professeur de JHMJ Lambert à l’École des Beaux-Arts de Paris ;
- Jacques Louis Jules Lambert (1883) contemporain presque parfait, diplômé de la même prestigieuse école ;
- Georges Jacques Lambert (en) (1891-1947 ou 1948), qui fut un temps – coïncidence source de nombreuses erreurs/confusions – associé au même architecte que JHMJL ;
- le fils de Marcel, Pierre Édouard Lambert (1901-1985). Ce fait à souligner d’emblée est à l’origine de nombre de confusions dans la plupart des sources françaises ou étrangères qui évoquent Lambert.

Il doit donc nous inciter à une très grande prudence dans l’usage des sources. Par ailleurs, l’engagement professionnel de JHMJL durant le régime de Vichy – il a de hautes responsabilités technico-administratives à Lyon entre la fin 1941 et 1945 – explique aussi peut-être la relégation de cet architecte dans les histoires de l’architecture et de l’urbanisme français. La base de données « AGORHA » de l’INHA qui donne quelques informations biographiques précises, tirées essentiellement du dossier de Légion d’Honneur de Lambert (base « Léonore ») demeure extrêmement lacunaire sur les carrières américaine, française, africaine et turque de l’architecte-urbaniste,. À l’occasion d’une exposition consacrée fin décembre 2021 aux plans d’urbanisme dessinés en 1938 par JHMJ Lambert pour la ville d’Eskişehir en Turquie, sur la base des plans et des archives Lambert conservées à l’Institut Français d’Études Anatoliennes (IFEA/Istanbul), l’œuvre de Lambert commence à être redécouverte dans toute son étendue et sa complexité,.

## Biographie

### 1884-1919: une formation solide et classique en architecture
JHMJ Lambert naît le 17 mars 1884 à Paris 10e. Il entre à l’École des Beaux-Arts de Paris en octobre 1902. Son parcours à l’École (1902-1908) paraît assez brillant : il cumule les distinctions et obtient même dès 1905 la « Grande Médaille d’argent » de la Société Centrale des architectes (Fondation Alfred Chapelain) et en avril 1909 le 3e Prix Chenavard ex-æquo pour un projet relatif au port de Paris. En décembre 1907, il est couronné d’un accessit au « Prix de reconnaissance des architectes américains », pour un projet d’hôtel « destiné à un grand journal dans une ville américaine ». La Première Guerre interrompt ce début de carrière. Fait prisonnier fin août 1914, JHMJ Lambert reste plus de quatre ans en captivité en Allemagne. Dans son dossier de Légion d’honneur, son investissement dans la vie culturelle et sociale du camp est particulièrement souligné.
Après cette longue épreuve, en mars 1919, JHMJ Lambert se marie avec Pauline Cécile Lambert (une homonyme, née en 1883), décrite dans les registres de mariage de la mairie du XVe arrondissement consignés dans les archives de la mairie de Paris comme « professeur de français ». Pauline Cécile Lambert n’est autre que la fille de Marcel-Noël Lambert, le maître d’atelier de JHMJ Lambert aux Beaux-Arts. Les témoins de JHMJ sont son oncle, Louis Battifol, bibliothécaire (Bibliothèque de l’Arsenal) et le frère ainé de JHMJ, Alexandre Lambert, alors lieutenant (Croix de Guerre). Les témoins de la mariée sont Paul Girard (1852-1922), « professeur de l’Université, chevalier de la Légion d’Honneur », fameux helléniste, et Célina Lambert, « directrice d’école ».
Le couple s’installe en 1925 dans un appartement cossu du 131 avenue de Suffren (VIIe arrondissement de Paris), qu’il occupera jusqu’en 1951. La carte d’électeur datée de 1926 de JHMJ Lambert (Archives Nationales de France) indique cette adresse, qui est aussi l’adresse professionnelle de Lambert, qui figure sur son papier à en-tête.

### Un début de carrière rapide et immédiatement internationale (années 1920-1930)
Les années 1920 et 1930 sont des années d’intense activité tous azimuts, sur tous les continents et dans des domaines très divers (architecture, dessin, sculpture, aménagement de jardins ou urbanisme). Dès 1926 JHMJ Lambert, sur la proposition de son oncle maternel Louis Battifol – administrateur de la Bibliothèque de l’Arsenal entre 1923 et 1935 – est fait Chevalier de la Légion d’honneur pour sa participation à l’ « Exposition Internationale des Arts Décoratifs et Industriels modernes» tenue à Paris en 1925. Lambert a en effet travaillé avec Albert Henri Laprade, diplômé des Beaux-Arts deux ans avant JHMJ Lambert, et Louis Süe, qui restera en Turquie de 1939 à 1945, pour les jardins de l’exposition ; les riches archives visuelles de cette exposition comprennent notamment plusieurs photos des statues réalisées par Lambert pour les jardins qu’il a aménagés.
Dans un « Curriculum Vitae » daté de juin 1935 envoyé au Premier ministre turc, retrouvé dans les archives nationales turques, Lambert se présente comme « Urbaniste S.F.U. Conseil de plusieurs Villes Latino-Américaines de 1928 à 1933, (…), Membre correspondant de l’Union Internationale des Villes (Bruxelles), Membre Correspondant de la Société Centrale des Architectes Argentins, Membre Correspondant de l’International Federation For Housing and Town Planning (Londres) et Membre de la Regional Plan Association de New York ». En effet, dès 1922, Lambert est appelé par son camarade des Beaux-Arts Edward H. Bennett, américain d’origine britannique, élève de l’École des Beaux-Arts entre 1895 et 1902. Il travaille d’abord sur le plan de New York en 1922-1923, puis à Chicago où il participe en collaboration avec le sculpteur français Marcel Loyau à la réalisation de la Clarence Buckingham Fountain inaugurée en 1929. Toujours à Chicago, Lambert fait partie de l’équipe qui prépare l’exposition de 1933. En outre, il est sollicité à Pasadena (Californie) pour la conception d’un centre artistique (Carmelita Park).
Bennett semble être aussi à l’origine de l’ouverture de Lambert au marché centre américain (plan de Mexico en 1925, plan pour la foire de Mexico en 1928, Acapulco) et sud-américain (Argentine, Chili et Venezuela principalement),,,,. En juillet 1929, il fait même la une du quotidien chilien La Nacion et le New York Times du 1er septembre 1929 rend compte de ses projets dans la capitale chilienne,.
Au Venezuela, il travaille de pair avec l’ingénieur-urbaniste Maurice Rotival dont la carrière américaine s’esquisse alors, pour la réalisation du plan d’aménagement finalisé en 1939. La spécialisation latino-américaine est si nette que c’est à lui que Jean Royer (1903-1981) confie le chapitre sur les villes d’Amérique du Sud dans la somme (préfacée par le maréchal Lyautey) sur l’ « urbanisme aux colonies et dans les pays tropicaux » publiée à la suite du « Congrès International de l’urbanisme aux colonies et dans les pays tropicaux». On retrouve Lambert en Algérie coloniale aussi, aux côtés d’Henri Prost et de Maurice Rotival pour le plan régional d’Alger. On le rencontre également dans toute l’Europe, de la Belgique à la Grèce, en passant par la Hollande l’Allemagne, la Suisse et la Tchécoslovaquie.
Durant ces mêmes années, sans parler de ses activités de peintre (il expose au « Salon des artistes français » de Paris en 1921), Lambert travaille aussi en France. À Paris, en tant qu’urbaniste, avec Henri Prost, sur le plan du Grand Paris dans la deuxième moitié des années 1930 ; mais aussi en tant qu'architecte, avec son associé Gustave Saacké entre 1921 et 1925, comme avec Georges Boutin ou Henri Palausi sur des programmes d’Habitation à Bon Marché (H.B.M.) à Bois-Colombes (Hauts-de-Seine actuels). Collaborateur régulier de la revue La Construction moderne, il s’intéresse tout spécialement aux expositions, fort de son expérience en la matière à Mexico, Chicago, Paris et Marseille.

### Le «moment turc» (1933-1941)
En 1933, JHMJ Lambert est finalement sollicité pour remplacer Henri Prost en Turquie, en vue de participer au concours international restreint d’idées pour le réaménagement d’Istanbul, l’ancienne capitale ottomane, détrônée par Ankara en 1923. Les archives d’Henri Prost à la Cité de l’architecture et du patrimoine nous renseignent sur les conditions du recrutement de Lambert, qui alors travaille avec le maître sur le plan de la région parisienne. Parallèlement, les archives Lambert conservées à l’Institut français d’études anatoliennes (IFEA/Istanbul), et notamment la correspondance entretenue avec le directeur d’alors de cette institution, Albert Gabriel, nous permettent de suivre dans le détail les vicissitudes de la première carrière turque de JHMJ Lambert.
Lambert arrive le 21 juin 1933 à Istanbul en vue de rencontrer les autorités turques et de prendre contact avec la ville sur laquelle il va désormais travailler. Lambert est en concurrence avec son collègue de la Société française d’urbanisme Donat Alfred Agache) et avec l’Allemand Hermann Ehlgoetz (de), professeur à Berlin lié à Hermann Jansen et à Josef Brix ayant tous les deux travaillés en Turquie (à Ankara spécifiquement). Malgré tous les efforts et toutes les démarches déployées par Lambert pour pousser sa candidature, son projet n’est pas retenu. Il est jugé trop « Beaux-Arts » (trop esthétisant, voire trop orientaliste) et trop ambitieux eu égard aux moyens réduits que le gouvernement turc est prêt à mettre dans l’opération. Le concurrent Donat Alfred Agache essuie des critiques assez équivalentes. Ce sont finalement les propositions d’Ehlgoetz, plus modestes et adaptées à la demande, qui seront classées au premier rang, sans être pour autant appliquées par la suite. En 1935, Lambert ne semble pas avoir renoncé à travailler en Turquie : on trouve dans les archives du Premier ministre à Ankara un dossier daté du 4 juin 1935 comprenant un Curriculum Vitae à destination du Premier ministre de l’époque (İsmet İnönü), et des propositions de projet audacieuses pour Istanbul.
Lambert retourne en Turquie en 1937, à l’invitation cette fois d’un superpréfet chargé du développement des départements du nord-est de la Turquie. D’abord pour réfléchir sur un plan de développement régional, et ensuite (1938-1941) pour l’élaboration des plans d’urbanisme des villes de Trabzon, Erzurum, et Samsun (dont des esquisses existent dans les archives Jacques Henri Lambert de l’Institut français d’études anatoliennes (IFEA),. Parallèlement, il est sollicité par la municipalité d’Eskişehir, ville située entre Istanbul et Ankara, pour le plan d’aménagement dont l’IFEA possède les originaux montrés pour la première fois lors de l’exposition de décembre 2021,.
En Turquie, il s’appuie sur quelques camarades diplômés de l’École des Beaux-Arts, à l’instar de l’architecte-archéologue-historien de l’art turc Albert Gabriel, de Théodore Leveau, en poste au ministère des Travaux Publics à Ankara entre 1939 et 1945, et de l’architecte italien Paolo Vietti-Violi (en), spécialisé dans la conception des stades.
Entre ces deux moments turcs (1933-1935 et 1937-1941), Lambert semble continuer à s’intéresser à la Turquie, par l’intermédiaire notamment de ses amis et collègues Paolo Vietti-Violi et Théodore Leveau. Preuve de son intérêt continu pour ce pays, en août 1936, JHMJ Lambert publie dans la revue La Construction moderne un long article consacré à la nouvelle capitale Ankara, dans lequel il révèle une connaissance fine de la capitale turque et de ses nouveaux monuments et fait montre d’un souci manifeste de promouvoir les réalisations de son ami Vietti-Violi.

### Les années lyonnaises controversées (1941-1945)
L’œuvre de JHMJ Lambert à Lyon – où officiaient dans les années 1920 et 1930 deux autres architectes du nom de Lambert, « L. Lambert et fils » - durant la période trouble de la Seconde Guerre est d’ampleur en termes de documents graphiques et écrits produits, mais reste en grande partie à évaluer, à partir des très riches archives municipales de la ville de Lyon. Lambert est appelé à Lyon en août 1941. Le 28 octobre de la même année, il signe un contrat de conseiller de la municipalité et dès lors il est aussitôt officiellement chargé du plan d’aménagement. En 1943 il est nommé par Vichy « Inspecteur régional pour l’urbanisme » pour la région de Lyon et fin décembre il est promu à la tête du nouveau « Département d’urbanisme » de la municipalité. Les nombreux projets qu’il signe oscillent entre l’architecture monumentale (« Maison des corporations et des métiers de la ville de Lyon », entrée de ville de la Porte Berthelot), des esquisses de gratte-ciel, et la rénovation d’îlots ou de quartiers entiers (« Aménagement du quartier Saint Georges », « Aménagement du Bachut », « Secteur de Vaise », « Grande opération au nord des Terreaux »), des cités refuges, le plan directeur (comme celui de 1942), voire l’aménagement régional (« Plan régional de Lyon » au 1/50 000° daté de 1944),. En juin 1946, il signe encore le « Plan d’Aménagement et de Reconstruction » de Lyon, dressé sous l’égide du ministère de la Reconstruction et de l’Urbanisme. Mais au printemps 1947, son contrat avec la municipalité est rompu, mais il conserve jusqu’en 1950 une fonction de conseiller.

### L’après Deuxième Guerre (1946-1951) et la fin de vie au Venezuela (1951-1961)
Au lendemain de la Seconde Guerre, Lambert collabore avec Raymond Lopez et André Guitton (avec qui il a déjà travaillé au Venezuela à la fin des années 1930) dans le cadre de la « Mission d’urbanisme du Cap Vert ». Il réalise le Plan du Cap Vert, qui comprend l’agglomération de Dakar. Il est même nommé à dans ces années « architecte conseil du gouvernement général d’Afrique occidentale française ».
On ne sait pas grand-chose des dernières années de Lambert, si ce n’est qu’après 1951 (divorce, décès de l’épouse ?), il semble prendre ses distances d’avec le milieu parisien, pour retourner au Venezuela (Caracas), où il semble avoir continué à exercer une activité d’architecte-urbaniste conseil…, jusqu’à son décès qui ne semble pas avoir été remarqué en France.